# Rollesby
Rollesby – wieś w Anglii, w hrabstwie Norfolk, w dystrykcie Great Yarmouth. Leży 24 km na wschód od Norwich i 178 km na północny wschód od Londynu. W 2001 miejscowość liczyła 995 mieszkańców.